# Giuseppe de Fornari
Giuseppe de Fornari (Sarzana, 2 ottobre 1779 – Torino, 16 febbraio 1858) è stato un funzionario e politico italiano. Figlio del patrizio genovese Giovanni Luca De Fornari e di Costanza Raymondi, divenne Conte il 7 giugno 1816. Fu senatore del Regno di Sardegna.